# 阿斯塔拉克自由城
阿斯塔拉克自由城（法語：Villefranche-d'Astarac，法語發音：[vilfʁɑ̃ʃ dastaʁak]；2023年之前名为维勒弗朗什 (Villefranche)）是法国热尔省的一个市镇，位于该省东南部，属于欧什区。

## 地理
阿斯塔拉克自由城（43°25'25"N, 0°43'38"E）面积12.62 平方千米，位于法国奧克西塔尼大區热尔省，该省份为法国西南部内陆省份，北起顺时针与洛特-加龙省、塔恩-加龙省、上加龙省、上比利牛斯省、大西洋比利牛斯省和朗德省接壤。
与阿斯塔拉克自由城接壤的市镇（或旧市镇、城区）包括：梅扬、锡莫尔、图尔南、莫拉、贝特卡沃-阿甘、戈让。
阿斯塔拉克自由城的时区为UTC+01:00、UTC+02:00（夏令时）。

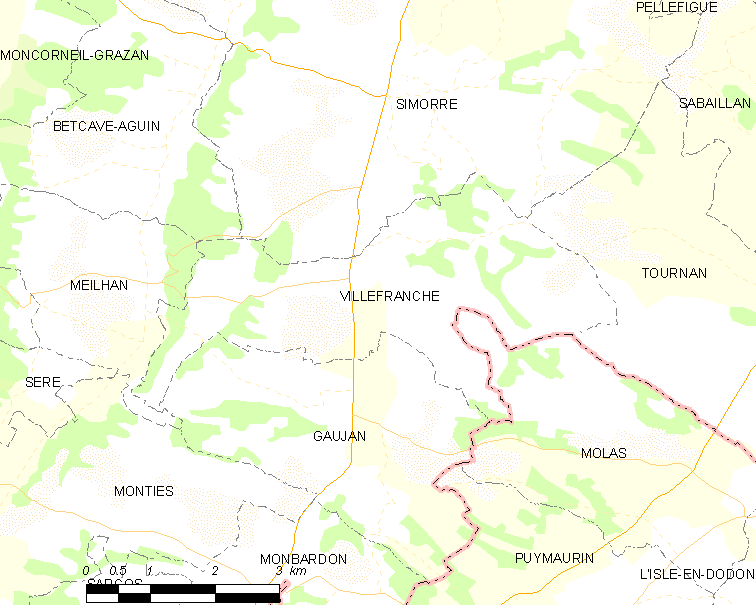
阿斯塔拉克自由城的OSM定位图

## 行政
阿斯塔拉克自由城的邮政编码为32420，INSEE市镇编码为32465。

## 政治
阿斯塔拉克自由城所属的省级选区为萨沃河谷县。

## 人口

1962-2008年间阿斯塔拉克自由城人口变化图示

阿斯塔拉克自由城于2022年1月1日时的人口数量为168人。